# West Bend, Wisconsin
West Bend är administrativ huvudort i Washington County i Wisconsin i USA. Vid 2010 års folkräkning hade West Bend 31 078 invånare.

## Kända personer från West Bend
- Ryan Rohlinger, basebollspelare